# Werk Lusern

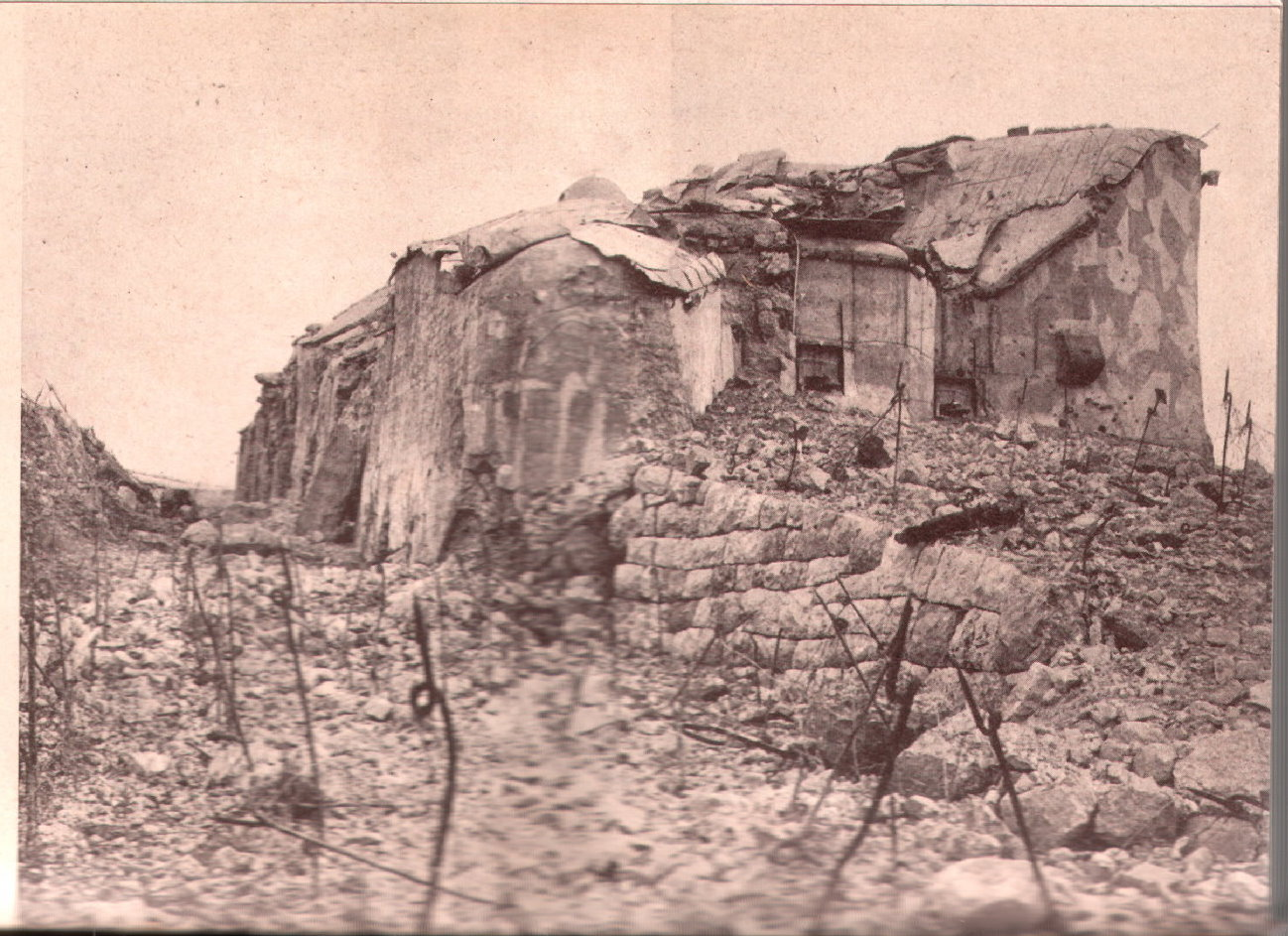
Werk Lusern nach den Kampfhandlungen. Blick auf die Traditorenbatterie und den Frontgraben (links)

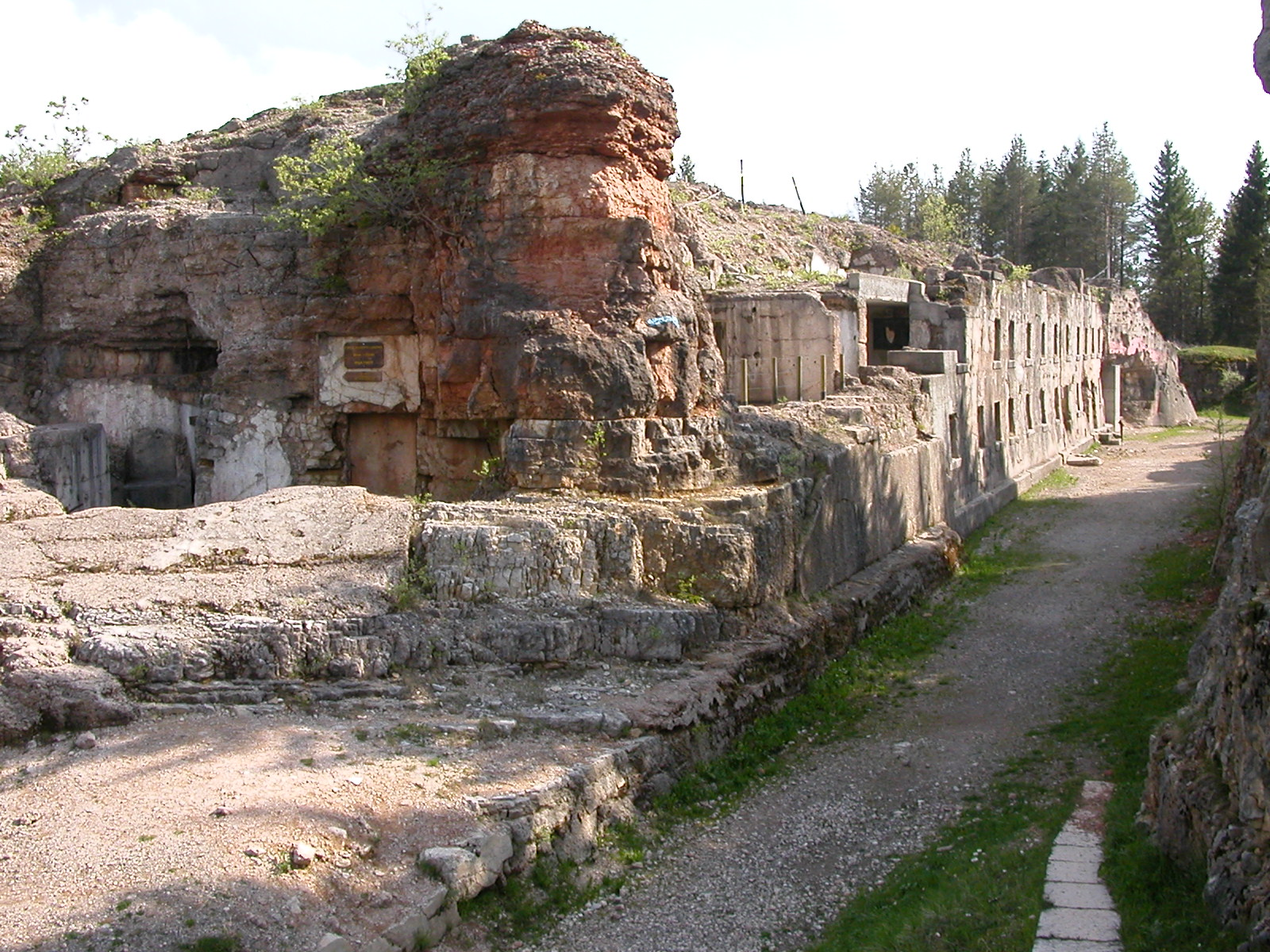
Kasemattblock vor der Restaurierung. Das obere Stockwerk fehlt, im Vordergrund die Überreste der Traditorenbatterie

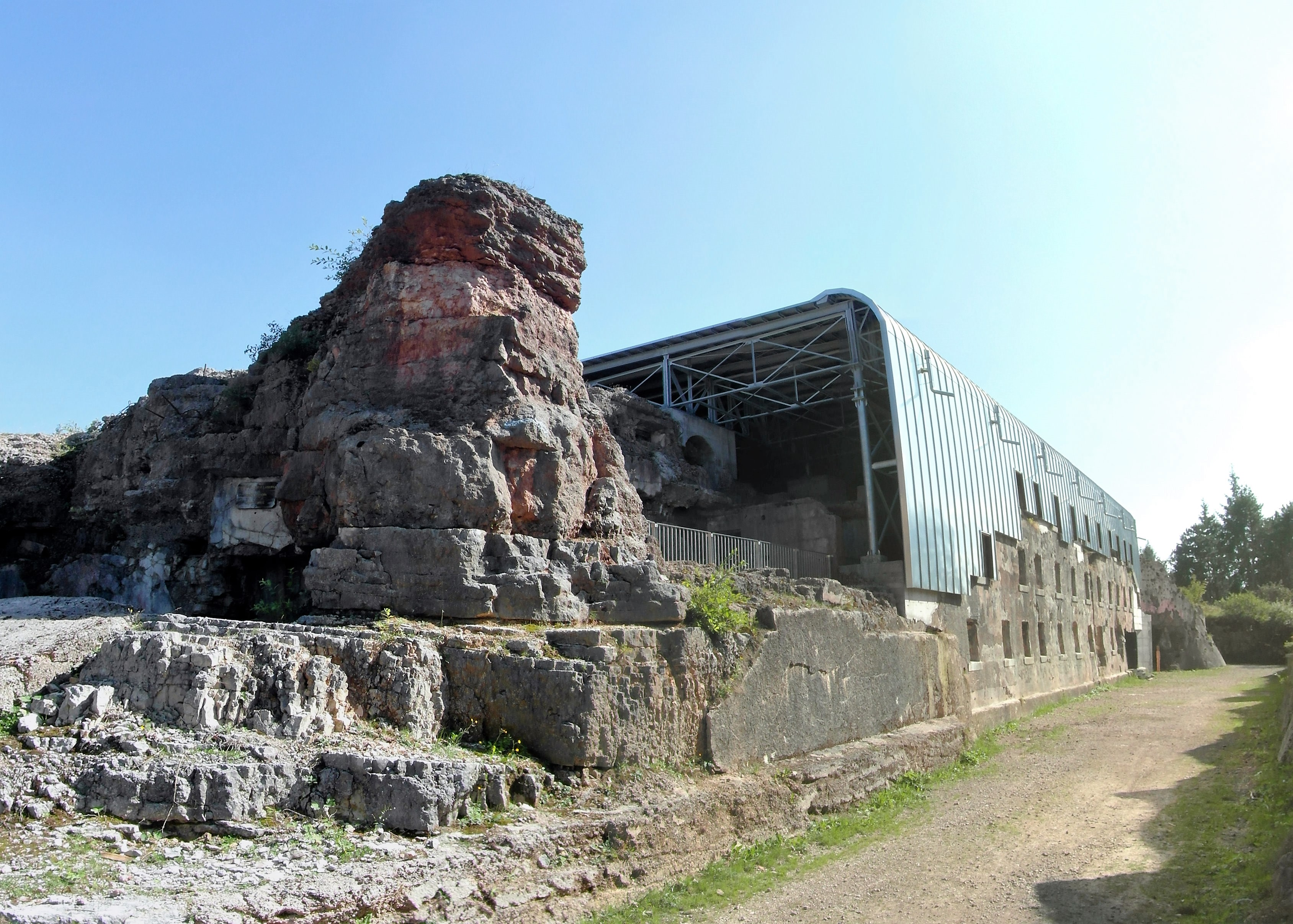
Kasemattblock mit dem Sicherungsbauwerk

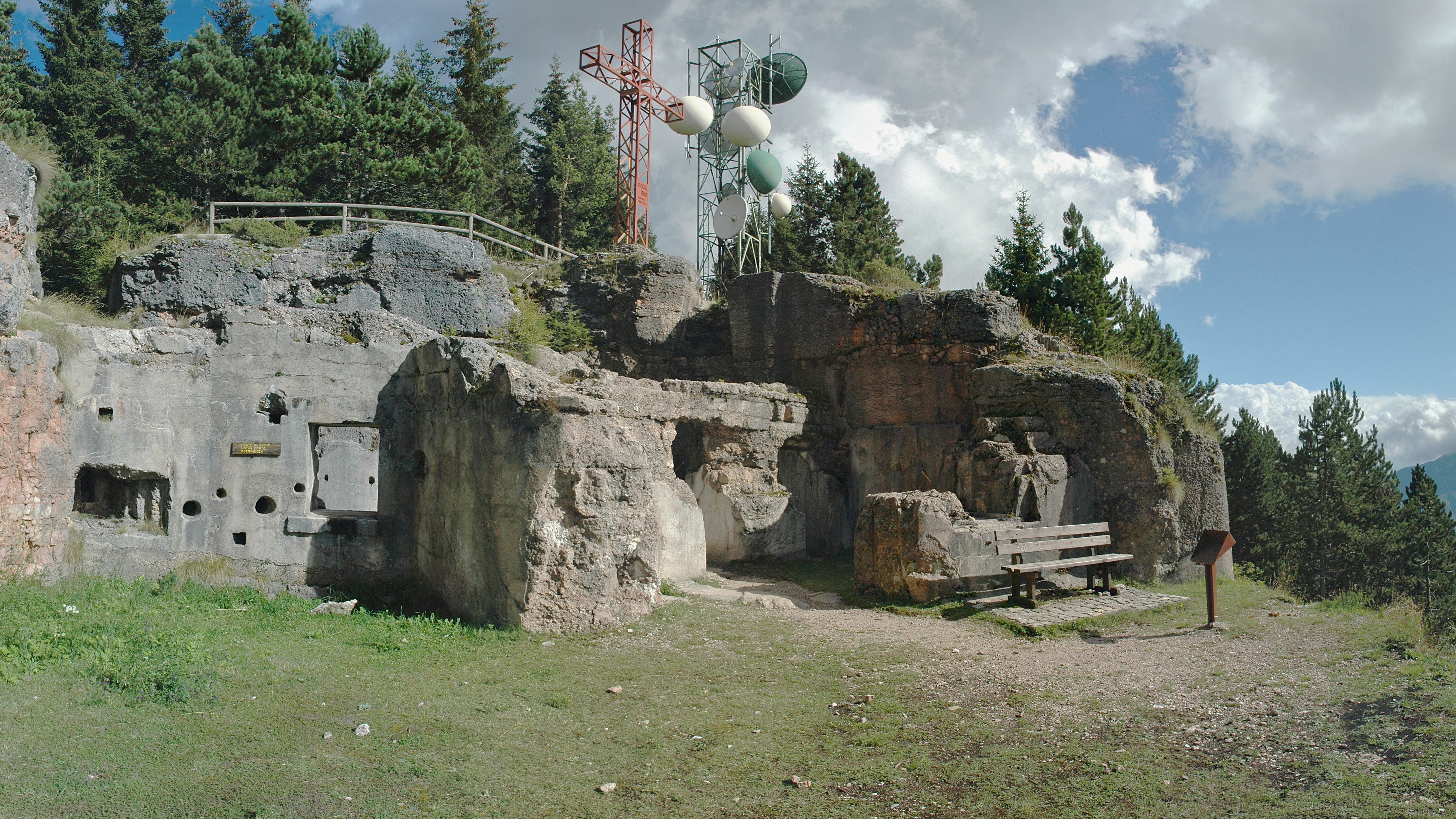
Nahkampfanlage Oberwiesen

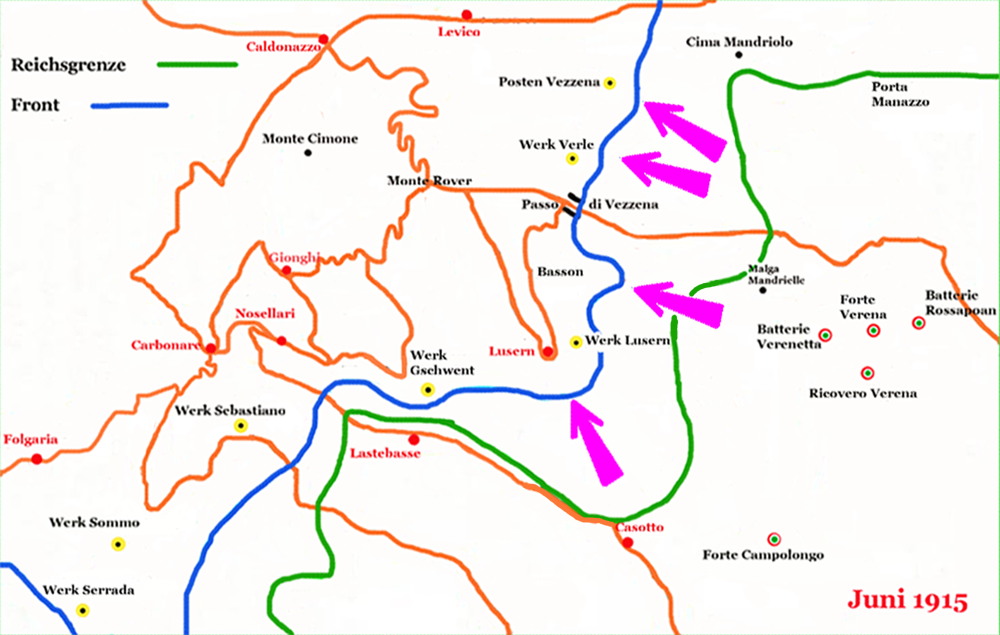
Situation auf Lavarone/Folgaria vom Mai 1915 bis Juni 1916

Das Werk Lusern (italienisch Forte Campo de Luserna, zimbrisch Obar Forte) war ein Befestigungswerk des österreichischen Sperrriegels an der Grenze zu Italien. Es liegt auf dem südlichen Ausläufer des Costa-Alta-Rückens (1.548 m) etwa einen Kilometer nordöstlich von Lusern, war Teil des Verteidigungsabschnitts Lafraun (Lavarone) und gehörte – ungeachtet ihrer tatsächlichen geographischen Lage – zur von der österreichisch-ungarischen Militäradministratur sogenannten Sperrgruppe auf der Hochfläche der Sieben Gemeinden.
Das Werk Lusern war das am weitesten vorgeschobene Werk der Sperrgruppe und deckte nach drei Seiten:
- Das Asticotal (Val d’Astico) im Süden von Lusern, das von Arsiero kommend unter Lusern nordwestlich nach Carbonare führt.
- Das Valle Rio Torto, das bei Longhi (südwestlich von Lusern) aus dem Asticotal abzweigt und nach Norden in den Rücken der Sperrgruppe führt.
- Das Val Torra, das bei Casotto (südlich von Lusern) nach Norden aus dem Asticotal abzweigt.

Letzteres trennt das Werk Lusern von dem sechs Kilometer entfernten italienischen Panzerfort „Forte Campolongo“. Bedingt durch die eigene Ausstattung mit sehr kurzrohrigen Haubitzen und weil Campolongo noch mit 1.720 Metern fast 200 Meter höher lag, lag dieses eben gerade noch in Reichweite. Das „Forte Monte Verena“ dagegen konnte mit den Turmhaubitzen nicht mehr erreicht werden.

## Geschichte
- Baubeginn: 15. Juli 1908
- Fertigstellung: 30. Oktober 1912
- Besatzung im Hauptwerk: 3 Offiziere, 247 Unteroffiziere und Mannschaften
- Besatzung in der Nahkampfanlage Oberwiesen: 1 Offizier, 33 Unteroffiziere und Mannschaften
- Besatzung in der Nahkampfanlage Viaz: 1 Unteroffizier und 22 Mannschaften
- Planung: Hauptmann E. Lacom (auch Lakom)
- Kommandanten: Oberleutnant E. Nebesar / Oberleutnant Schaufler
- veranschlagte Baukosten: 1.605.400 Kronen
- tatsächliche Baukosten: 2.259.648 Kronen

Als Kriegsbesatzung waren Detachements des k.k. Landesschützen-Regiments „Trient“ Nr. I, des Festungsartilleriebataillons Nr. 6 aus Trient und Chiesa di Lavarone eingeteilt. Da sich diese Einheiten jedoch bei Kriegsausbruch mit Italien alle an der Ostfront befanden, griff man zunächst auf alles zurück, was gerade greifbar war. (Werkskommandant wurde ein Offizier einer Festungsbeleuchtungsabteilung!) Die Notbesatzung für alle Werke bestand daher zuerst aus einem Detachement des k.k. Landesschützen-Regiments Bozen Nr. II, der 2. Kompanie des Festungsartilleriebataillons Nr. 1 aus Tenna (Bataillonskommandant Oberstleutnant Ludwig Pengov) und der 1. – 4. Kompanie des Festungsartilleriebataillons Nr. 8 aus Haidenschaft und Wippach (Bataillonskommandant Oberst Alfred Langer). Die infanteristische Nahverteidigung übertrug man den Standschützenbataillonen Meran I und Kitzbühel.

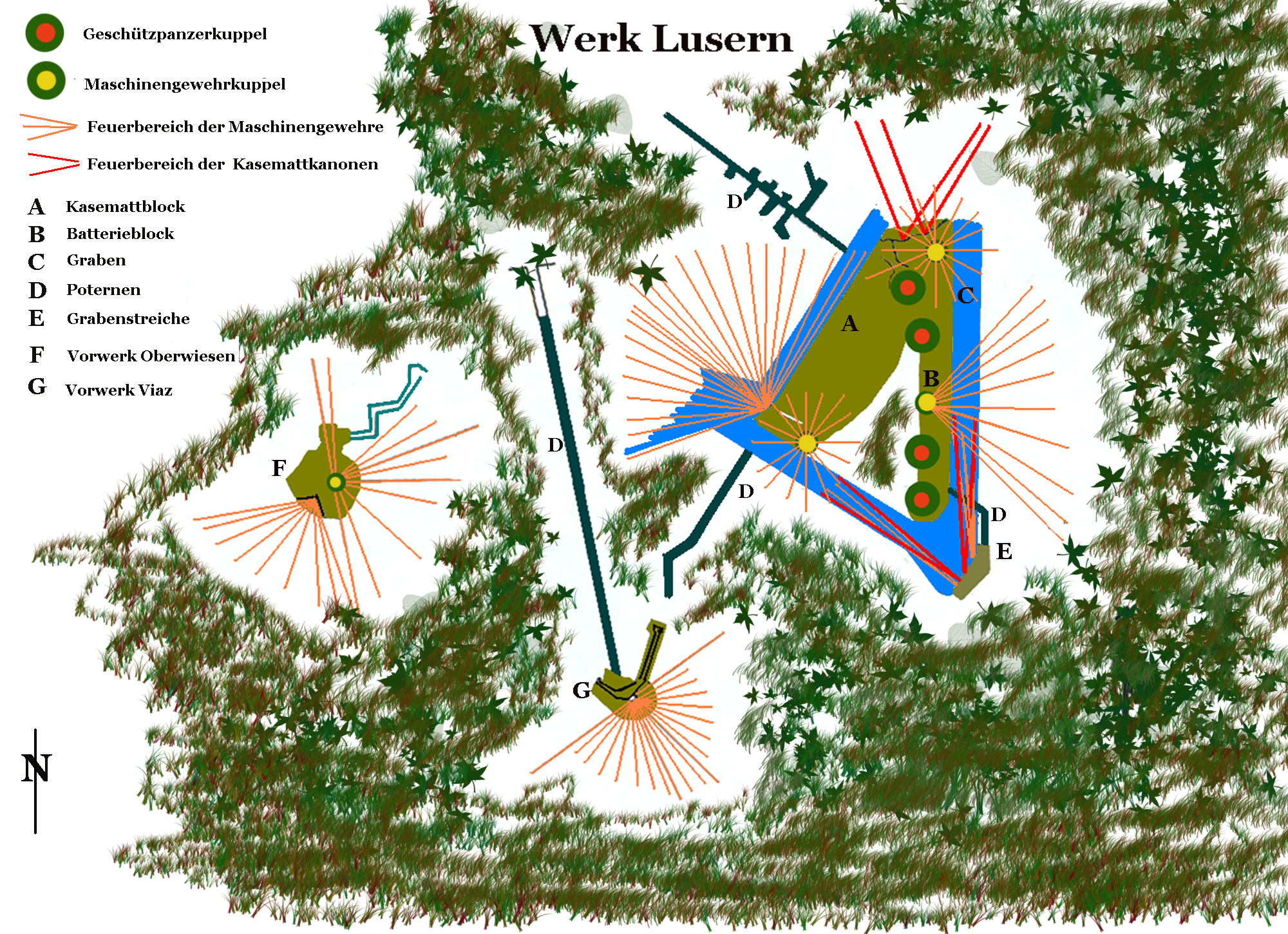
Plan von Werk Lusern

## Werksbeschreibung
Das Werk Lusern zählte bereits zu den moderneren Anlagen und war demgemäß in Betonbauweise, stellenweise mit Eisenbewehrung, ausgeführt. Allerdings war es noch nicht so zergliedert, wie man es bei den Planungen für die letzten Werke vorgesehen und auch teilweise umgesetzt hatte. Umgeben war das Werk mit einem bis zu acht Meter tiefen und bis zehn Meter breiten Festungsgraben. An der frontseitigen Spitze des Festungsgrabens befand sich die Grabenstreiche, die sowohl den Frontgrabenabschnitt als auch den rechten Flankengraben sicherte. Es waren die Möglichkeit der optischen Signalverbindung zu den Werken Verle und dem Posten Vezzena sowie zum Kommandostand auf dem Monte Rust und zum Monte Cornetto vorhanden. Die oberirdische Bausubstanz bildete einen spitzen Winkel von etwa 45°, dessen längerer Schenkel der Batterieblock war. Dieser verläuft genau von Nord nach Süd und ist mit seiner Front nach Osten ausgerichtet.

### Abschnitte
- Kasemattblock

Der Kasemattblock war dreistöckig und stieß mit seinen beiden oberen Stockwerken an die linke Schulter des nur auf diesem Niveau bestehenden Batterieblocks an. Das oberste Stockwerk ging in den Batterieblock über, während das mittlere Stockwerk mit der Traditorenbatterie hier unter den Batterieblock geschoben war. Das unterste Stockwerk war von der Grundfläche her kleiner und reichte nicht an den Batterieblock heran. Der Kasemattblock verfügte über die folgenden Räumlichkeiten:

#### Einteilung der Räume und Kampfstände
| Unterstes Stockwerk | Mittleres Stockwerk | Oberes Stockwerk |
| --- | --- | --- |
| 2 × Mannschaftszimmer 1 × Proviantdepot 1 × Lampenkammer 1 × Werkstatt 1 × Depot 1 × Akkumulatorenraum 1 × Maschinenraum mit Stromaggregat 1 × Benzindepot 1 × defensives Wachzimmer 1 × Eingangspoterne 1 × Artilleriematerialdepot 1 × Geniematerialdepot 1 × Gruft für sechs Särge 1 × Panzerkasematte mit MG-Scharte für zwei Maschinengewehre zur Kehlverteidigung | 1 × Stand für 21-cm-Scheinwerfer und Leuchtpistole 2 × Geschützstand und Bereitschaftsräume der Traditorenbatterie 1 × Artilleriedepot 1 × Lichtsignalstation 5 × Mannschaftsunterkünfte 2 × Offiziersunterkünfte 1 × Brennmaterialdepot 1 × Munitionsmagazin für 8-cm-Kanonen 1 × Küche 2 × Proviantdepots 1 × Toilette 1 × Scheinwerferstand | 1 × Brennmaterialdepot 1 × Kommandantenzimmer 4 × Mannschaftsunterkünfte 1 × Krankenstation (8 Betten) 1 × Sanitätsraum 1 × Arztraum 1 × Munitionsmagazin für Turmhaubitze Nr. III und IV 1 × Telefonzentrale mit Leuchtpistolenstand 1 × Bereitschaftsraum für 21 Mann 1 × Toilette 1 × optische Signalstation 1 × drehbarer Beobachtungsstand 1 × Bereitschaftsraum |

- Batterieblock

1 × drehbarer Beobachtungsstand (Zugang vom mittleren Stockwerk)
4 × Turmhaubitzen T.H. M.9
1 × Bereitschaftsraum (im Übergang zum Kasemattblock)
1 × Panzerkuppel für zwei Maschinengewehre und zwei Leuchtpistolenstände
1 × Munitionsmagazin für Turmhaubitze Nr. I und II
1 × geschützter Ausgang auf das Batteriedeck
1 × Toilette mit Notausgang und einem Signalpistolenstand
- Grabenstreiche

Hierbei handelte es sich nicht um einen in den Graben vorragenden Kontreeskarpenkoffer wie beim Werk Gschwent, sondern um ein in die äußere Grabenwand integriertes Verteidigungswerk. Sie war zweistöckig ausgeführt und im Erdgeschoss mit zwei 6-cm-Kasemattkanonen M10 zur Bestreichung von Front- und Flankengraben sowie einem Maschinengewehr in einer Mauerscharte zur Bestreichung des Flankengrabens ausgestattet. Des Weiteren befand sich hier die Treppe zur Zugangspoterne und eine Toilette. Im darüberliegenden Stockwerk war über den Kanonen eine Panzerkasematte für zwei Maschinengewehre zum Beschuss sowohl des Front- als auch des Flankengrabens installiert. Daneben befand sich eine Mauerscharte für ein Maschinengewehr mit Schussrichtung in den Flankengraben. Hier lagen auch zwei 21-cm-Scheinwerferstände und ein Artilleriedepot.
- Nahkampfanlage Oberwiesen

1 × Panzerkasematte für zwei Maschinengewehre und einen 35-cm-Scheinwerfer
1 × Panzerkasematte für zwei Maschinengewehre
1 × Mannschaftsraum mit optischer Signalstation
1 × Offiziersunterkunft
1 × Toilette mit Gewehrscharten
1 × Panzerkuppel für zwei Maschinengewehre
1 × Stand für Scheinwerfer 35 cm
- Nahkampfanlage Viaz

1 × Panzerkuppel mit zwei Maschinengewehren
Von der Nahkampfanlage Viaz aus bestand Sichtkontakt zu dem italienischen Forte Casa Ratti südlich im Asticotal in etwa zehn Kilometern Entfernung.

#### Bewaffnung

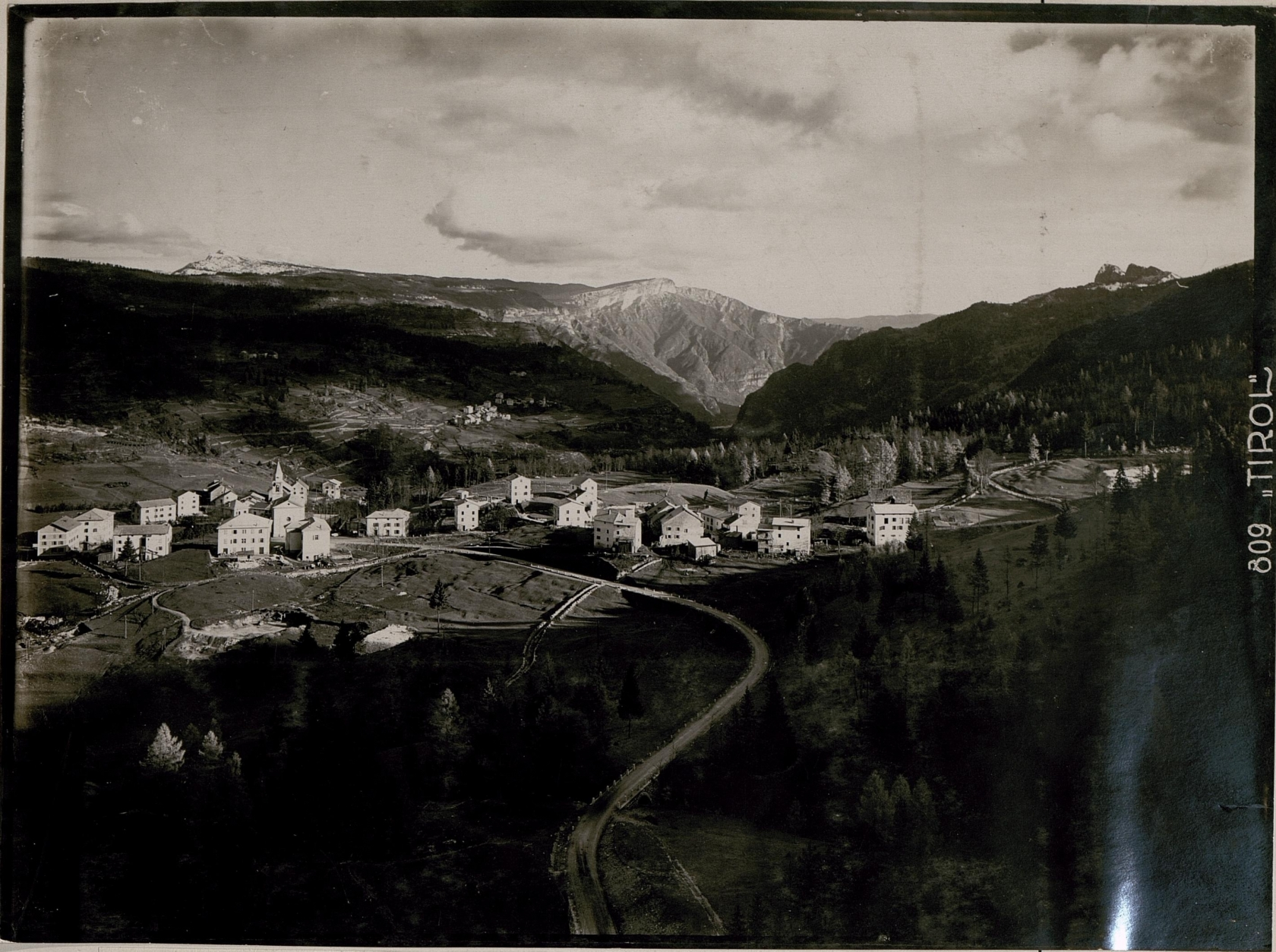
Ansicht von Carbonare im Vordergrund auf die italienischen Forts Monte Verena (links oben die Bergspitze) und Campolongo (rechts über der Felswand). Lusern ist fast ganz oben zwischen den zwei Forts zu sehen.

- vier 10-cm-Turmhaubitze M.9 unter drehbaren Panzerkuppeln
- zwei 8-cm-Minimalschartenkanonen M5/9 als Flankierungsbatterie (Traditor) in Richtung des Nachbarwerks Verle[6]
- zwei 6-cm-Kasemattkanonen M10 als Nahverteidigung in der Frontgrabenstreiche
- vier Panzerkasematten mit je zwei Schwarzlose-Maschinengewehren
- drei Panzerkuppeln mit je zwei Maschinengewehren
- zwei drehbare Beobachtungsstände mit je einem Maschinengewehr
- drei Mauerscharten mit je einem Maschinengewehr
- insgesamt 19 Maschinengewehre
- vier Scheinwerfer 21 cm
- ein Scheinwerfer 35 cm (im Nahkampfanlage Oberwiesen)

## Werk Lusern im Ersten Weltkrieg

### Erste Beschießung
Spätestens zwei Tage nach der Kriegserklärung wurde das Werk ab dem 25. Mai von den Italienern mit den vier Turmgeschützen des Forts Campolongo (149-mm-A-Kanonen) sowie den 28-cm-Haubitzbatterien Costa del Civello und Spelonca delle Neve beschossen, die beide südlich des Forts auf dem Monte Verena standen. In der Zeit bis zum 28. Mai wurden etwa 700 Schuss 28 cm und etwa 600 Schuss 149 mm auf das Werk abgegeben. Davon fielen etwa 950 Granaten in das Werksgelände, ungefähr 320 trafen die Betondecke und vier Granaten auf die Stahlpanzer. Am 26. Mai 1915 durchschlug eine 28-cm-Granate den Vorpanzer der Turmhaubitze Nr. III und forderte einen Gefallenen und zwei Verwundete. Ein weiterer Treffer am folgenden Tag verklemmte die Panzerkuppel Nr. II und machte sie vorübergehend unbrauchbar. Auch zwei der Beobachtungsstände erhielten Treffer und der Batteriegang zeigte Risse.

### Die Affäre Nebesar
Drei Tage nach Beginn der Kampfhandlungen brach der Werkskommandant, Oberleutnant Emanuel Nebesar (bis zu seiner Abkommandierung Angehöriger einer Festungsbeleuchtungsabteilung) am 28. Mai unter dem Eindruck des Beschusses physisch zusammen. Er kam zu der Überzeugung, dass das Werk nicht mehr zu halten sein würde und verfasste einen diesbezüglichen Bericht an den Abschnittskommandanten Major Jelinek („Unmöglichkeit, weiter auszuharren“), der daraufhin, ohne Rücksprache mit den nächsthöheren Kommandostellen zu halten, der Räumung des Werkes zustimmte. Nebesar ließ infolgedessen die Geschütze und Teile der Einrichtung des Werkes unbrauchbar machen und nach dem Hissen einer weißen Fahne das Werk räumen. Nachdem das dem Brigadekommando bekannt geworden war, ordnete es sofort Sperrfeuer der Nachbarwerke Verle und Gschwent in den Nahbereich von Lusern an, um einen italienischen Versuch der Einnahme zu verhindern. Da die Italiener von der ganzen Sache nichts mitbekamen und auch zwischenzeitlich vorgetragene Infanterieangriffe aus den Gräben heraus abgewehrt wurden, konnte die Sache nach etwa einer Stunde durch die Wiederbesetzung mit der alten Werksbesatzung – unter dem neuen Kommandanten, Oberleutnant Schaufler – bereinigt werden. Der Standschützen-Patrouilleführer Otto Jöchler von der 2. Kompanie des Standschützenbataillons Meran I hatte zwischenzeitlich die weiße Fahne entfernt, wofür er letztendlich mit der Silbernen Tapferkeitsmedaille ausgezeichnet wurde.
Oberleutnant Nebesar wurde zunächst verhaftet und es kam zu vier Militärgerichtsverfahren gegen ihn, (drei Verurteilungen wurden aus formellen Gründen kassiert) deren letztes wegen Unzurechnungsfähigkeit durch Vergiftung mit Explosionsgasen zu einem Freispruch führte. Auch dieses Urteil wurde dann vom obersten Militärappellationsgerichtshof aufgehoben, zu einem weiteren Prozess kam es dann vor Kriegsende jedoch nicht mehr.

#### Gerichtsverfahren gegen Olt. Nebesar
- Urteil des Standgerichts 4-5/6

Freispruch (Urteil kassiert)
- Urteil der ersten Hauptverhandlung in Trient (21. – 22. Juli 1915)

sechs Monate Kerker (Urteil kassiert)
- Urteil der zweiten Hauptverhandlung in Trient (23. Oktober 1915)

Sechs Jahre Kerker und Kassation (Urteil kassiert)
- Die angesetzte dritte Hauptverhandlung wurde vertagt
- Urteil der vierten Hauptverhandlung in Innsbruck 17. August 1916

Freispruch (Urteil kassiert)

### Weitere Ereignisse
Die Beseitigung der von Oberleutnant Nebesar veranlassten Schäden zog sich bis zum 13. Juni 1915 hin. Obwohl die Beschießung an Intensität nachgelassen hatte, dauerte sie noch bis zum 30. Juni an. Von diesem Zeitpunkt an feuerten die 28-cm-Haubitzen nicht mehr, lediglich die Panzertürme der Forte Monte Verena und Forte Campolongo unterhielten ein ständiges Störfeuer mit ihren 14,9-cm-Kanonen.
Vom 28. Juli bis 8. August 1915 war das Werk an der Beschießung des Forte Campolongo beteiligt. Dieses wurde während des angegebenen Zeitraums auch Ziel österreich-ungarischer 30,5-cm-Mörser, die es dann letztendlich auch niederkämpften.
Ab dem 31. Juli 1915 wurden auf dem Werksverdeck Gabione mit Schotter als Zerschellerschicht aufgebracht. Vom 4. August bis zum 27. August 1915 bohrte man eine Poterne vom Untergeschoss des Kasemattblocks zur ersten Serpentine der Werksstraße. Sie war etwa 60 Meter lang und diente unter anderem der Frischluftzufuhr. Später wurde der Gang ausgeweitet, es wurden Unterkünfte, Magazine und ein Telefonraum eingebaut.

### Zweite Beschießung
Die zweite massive Beschießung begann am 15. August 1915 und zog insgesamt schwere Schäden nach sich. Werk Lusern schoss zurück und nahm Batterien am Monte Verena und dem Monte Angaro unter Feuer. Gleich am ersten Tag wurde der Vorpanzer der Turmhaubitze IV stark beschädigt, der linke drehbare Beobachtungsstand wurde durch einen Treffer verklemmt. Am 18. August schlug eine 28-cm-Granate in den geschützten Ausgang vom Batterieblock auf die Werksdecke. Dadurch waren zwei Gefallene zu beklagen. Die Gangdecke im oberen Stockwerk des Kasemattblocks wurde am 23. August zweimal durchschlagen, ohne dass es jedoch Verluste gab, nur ein Mann wurde verwundet.
Während der Nachtstunden wurde versucht, im Beton der Werksdecke entstandene Granattrichter auszubessern. Hierzu wurde extrem schnell abbindender Beton in die Trichter gefüllt. Diese Arbeiten verrichteten in der Hauptsache Landsturm-Arbeiterformationen, die dadurch nicht unerhebliche Verluste erlitten.
Am 24. August 1915 durchschlug eine Granate die Decke des Kasemattblocks, durchquerte den Kommandantenraum, ging durch die Decke des mittleren Stockwerks und explodierte dort erst in der unter dem Kommandantenraum liegenden Offiziersunterkunft. Dabei wurde der Kommandant der Traditorenbatterie, der Leutnant Sölder von Prankenstein getötet. Um 10:00 Uhr des gleichen Tages detonierte eine Granate im Nahbereich des Horch- und Beobachtungsstandes der Traditorenbatterie. Durch die Beobachtungsschlitze eindringende Splitter töteten den Fähnrich Felix Schwefel. Der am gleichen Tag erfolgte italienische Angriff auf den Infanteriestützpunkt Basson (zwischen Verle und Lusern) konnte auch mit Hilfe der Haubitzen von Werk Lusern abgewehrt werden.
Die Beschießung dauerte an; durch die inzwischen herbeigeführten 30,5-cm-Küstenmörser wurde dem Werk schwerer Schaden zugefügt. Am 25. August erfolgten noch einmal drei Deckendurchschläge, bis dann der Beschuss am 31. August eingestellt wurde. Es war den Italienern nicht gelungen, die vier Turmhaubitzen und die zwei Traditorengeschütze zu vernichten. In dieser Phase der Beschießung waren etwa 3000 Granaten schweren Kalibers auf das Werk abgefeuert worden. Man selbst hatte in diesem Zeitraum einen hohen Munitionsverbrauch, sodass innerhalb dieser beiden Wochen 2000 Granaten nachgeschoben werden mussten.

### Desarmierung und erste Reparaturen
Nachdem die Italiener das Feuer eingestellt hatten, begann man, die kostbaren Haubitzen in Sicherheit zu bringen. Noch am gleichen Tag erteilte der Sperrgruppenkommandant, Oberst Ellison, den Befehl zum Ausbau. Zwischen dem 8. September und dem 16. Oktober wurden die Haubitzen Nr. II, Nr. III und Nr. IV ausgebaut und in provisorischen Feldstellungen 200 Meter südöstlich der Malga Cost'Alta in der sogenannten „Batterie Cost'Alta“ positioniert. Die unbrauchbar gewordene Panzerkuppel Nr. III wurde aufgegeben, der Zugang mit Beton verschlossen. Lediglich der Turm Nr. I und die Traditorengeschütze blieben über die Wintermonate weiterhin einsatzbereit. Die rechte 6-cm-Kanone aus der Grabenwehr wurde von ihrem Standort im unteren Stockwerk eine Etage höher verbracht, da die untere Kanonenscharte wegen davor angehäuften Schutts nicht mehr zu gebrauchen war. Die zweite 6-cm-Kanone wurde aus dem Werk entfernt und in eine Feldstellung nördlich des Werks umgesetzt.
Auch wenn die schweren Haubitzen ihr Feuer auf das Werk eingestellt hatten, wurde weiterhin mit kleineren Kalibern im direkten Beschuss gezieltes Feuer auf Lusern unterhalten.
In der folgenden relativ ruhigen Phase (das Werk war von den Italienern wohl als niedergekämpft eingestuft worden) wurden umfangreiche Anstrengungen unternommen, die Gefechtsbereitschaft wiederherzustellen. Ab März 1916 begann man damit, die instandgesetzten Geschützstände wieder zu armieren. Zwischen dem 7. März und dem 13. April 1916 wurden die Geschütze Nr. II und Nr. IV wieder eingebaut. Durch ständiges Störfeuer auf die italienischen Stellungen sollte einerseits vom eigenen Aufmarsch zur geplanten Offensive abgelenkt werden, andererseits wollte man bisher unentdeckte italienische Batterien zu einer Reaktion zu verleiten, wodurch sie ihren Standort verraten würden.

### Dritte Beschießung
Die dritte Beschießung fand vom 9. April bis zum 20. Mai 1916 statt. Hierbei schlugen im Nahbereich etwa 860 28-cm-Granaten und etwa 100 30,5-cm-Granaten ein.
- Trefferlage

10. April 1916: Eine Granate durchschlug den Vorpanzer der Turmhaubitze Nr. I, riss ihn in zwei Teile und warf die Panzerkuppel mit der Öffnung nach oben neben die Bettung.
11. April 1916: Die Werksdecke im Kasemattblock wurde durchschlagen. Zwei Gefallene.
12. April 1916: Das obere Stockwerk des Kasemattblocks war nicht mehr zu halten und wurde geräumt. Die Kuppel der Haubitze Nr. IV wurde durch einen Nahtreffer abgeworfen. Die unter Beschuss wieder eingebaute Haubitze Nr. II musste kurz darauf wieder entfernt werden, da sich die Kuppel nach einem Treffer verklemmt hatte. Der linke drehbare Beobachtungsstand erhielt einen 28-cm-Treffer und verklemmte sich ebenfalls
21. April 1916: Der fixe Beobachtungsstand war freigeschossen worden und stürzte in den Frontgraben ab.

### Schadenszustand am 1. Juni 1916
- Turmhaubitze Nr. I

Vorpanzer zertrümmert, Panzerkuppel herausgeschleudert
- Turmhaubitze Nr. II

Vorpanzer verformt, Kuppel nicht mehr drehbar
- Turmhaubitze Nr. III

Vorpanzer herausgeschossen, Panzerkuppel umgeworfen
- Turmhaubitze Nr. IV

Vorpanzer zertrümmert, Panzerkuppel herausgeschleudert
- Linker drehbarer Beobachtungsstand

Verklemmt, nur noch eingeschränkt brauchbar
- Rechter drehbarer Beobachtungsstand

ohne Schäden
- Fixer Beobachtungsstand:

unbrauchbar
- Traditorenbatterie

intakt
- Kontreeskarpenkoffer:

einsatzfähig
- Kasemattblock:

oberes Stockwerk nach 12 Durchschlägen unbrauchbar und geräumt
- Nahkampfanlage Oberwiesen:

intakt
- Nahkampfanlage Viaz:

intakt

### Zweite Reparaturphase
Nachdem die Österreichisch-Ungarische Frühjahrsoffensive die Front so weit nach Süden zurückgedrängt hatte, sodass das Werk aus dem Feuerbereich der italienischen Haubitzen geriet, wurden wiederum Instandsetzungsarbeiten in Angriff genommen.
- Die Decken von Kasematt- und Batterieblock wurden bis zu 3,5 Metern verstärkt. (Stellenweise wurde der Gang im oberen Stockwerk nahezu gänzlich mit Beton ausgefüllt)
- Instandsetzung der Turmhaubitze Nr. II
- Wiedereinbau der Panzerkuppeln Nr. I und Nr. IV. Bei beiden war jedoch der Drehmechanismus irreparabel beschädigt. Daher wurden die Haubitzen weggelassen und in die Mündungsschlitze Maschinengewehre zur Nahverteidigung eingebaut.
- Anstelle des zerstörten Aufgangs vom Batterieblock zum Verdeck wurde der nicht mehr einsetzbare Panzerturm Nr. III als Aufgang und Scheinwerferstand umgestaltet.

Im November 1916 war die Verteidigungsbereitschaft des Werkes in Teilen wiederhergestellt, jedoch hatte man es dann doch vorgezogen, alle Haubitzen auszubauen und in Feldstellungen nahe der Frontlinie zu installieren. Lediglich die beiden Kanonen der Traditorenbatterie und die in den oberen Stock der Grabenwehr verlegte 6-cm-Kanone blieben vor Ort.

### Statistik
- Gefallene der Werksbesatzung: 23
- Granateinschläge im Nahbereich:

28 cm: 5463
30,5 cm: 725
21 cm: nicht bekannt
14,9 cm: n. b.
- Treffer auf Panzerteile: 50
- Treffer auf Turmkuppeln: 20
- Treffer auf die drehbaren Beobachtungsstände: 5
- Durchschläge durch die Betondecken: 16

#### Eigener Munitionsverbrauch
- 10-cm-Granaten: 11.308
- 8-cm-Granaten: 5.161
- 6-cm-Granaten: 148

## Nachkriegszeit
Bis zum Ende des Krieges wurde das Werk Lusern in keinerlei Kämpfe mehr verwickelt. Es ging danach in den Besitz des italienischen Staates über und wurde 1927 aus der Liste der militärischen Liegenschaften gestrichen. Bedingt durch das wegen des Krieges gegen Abessinien vom Völkerbund gegen Italien verhängte Stahlembargo ging man dazu über, die Stahlteile der Werke zu entfernen. Am 3. Juni 1935 erwarb die Gemeinde Lusern die ehemalige Festungsanlage, am 16. Juni 1935 begannen die ersten Sprengungen. Nach dem Abschluss der Bergungsarbeiten war das oberste Stockwerk des Kasemattblocks völlig zerstört, ebenso der Batterieblock. Auch die beiden Nahkampfanlagen Viaz und Oberwiesen wurden völlig demoliert.

## Heutiger Zustand
Seit 1990 wurden von der Gemeinde Lusern und dem Arbeitsamt der Autonomen Provinz Trient Anstrengungen zur Freilegung der Nahkampfanlagen Viaz und Oberwiesen sowie im Werk selbst umfangreich Sicherungs- und Aufräumungsarbeiten unternommen. Das Werk ist heute in Teilen wieder begehbar.